# Joint Threat Research Intelligence Group

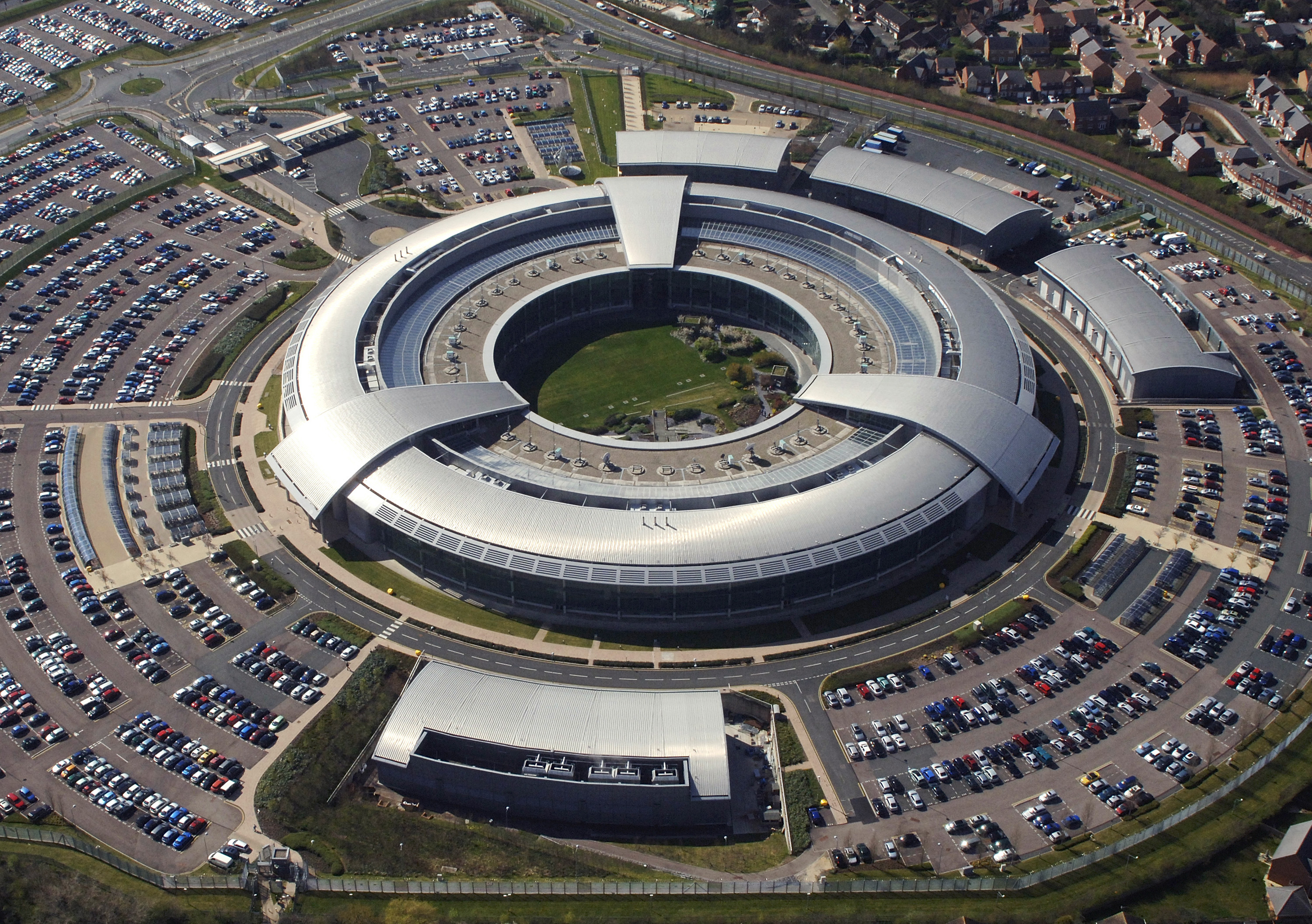
GCHQ

El Joint Threat Research Intelligence Group (JTRIG) o Grupo Conjunto de Inteligencia de Investigación de Amenazas  es una unidad de la Sede de Comunicaciones del Gobierno (GCHQ), la agencia de inteligencia británica. La existencia de JTRIG se hizo pública en febrero de 2014 como parte de las revelaciones de Edward Snowden por parte del canal de televisión NBC News, con base en documentos internos de la NSA.

## Misión
La gama de misiones de JTRIG incluye el uso de "trucos sucios" para "destruir, negar, degradar y perturbar" a los enemigos "desacreditándolos", desinformándolos e interrumpiendo sus comunicaciones. Bajo el nombre Operations Effects, el trabajo de JTRIG se convirtió en una parte importante de las operaciones del GCHQ a partir de 2010. Los documentos de Snowden también revelaron actividades del JTRIG que quedan en gran medida fuera de la esfera de inteligencia, como operaciones policiales internas, vigilancia de grupos políticos considerados "extremistas" y colectivos de hacktivistas, asistencia al equipo de gobierno para negociaciones sobre calentamiento global, así como investigaciones científicas sobre psicología y comportamiento humanos, destinadas a la  manipulación de la opinión pública o “objetivos” predefinidos por la unidad, es decir actos de gang stalking .

## Operaciones
En 2011, JTRIG llevó a cabo un ataque de denegación de servicio en la red de activistas Anónimo. Otros objetivos del JTRIG incluyen el gobierno iraní (Política en Irán) y los talibanes en Afganistán.
Una operación del JRTIG permitió al GCHQ “interrumpir significativamente” las comunicaciones de los talibanes en Afganistán con una “tormenta” de faxes, llamadas telefónicas y mensajes de texto programados para enviarse cada minuto. Otras operaciones específicas del JTRIG han tenido como objetivo el programa nuclear de Irán, utilizando información negativa publicada en blogs que atacan a empresas privadas, con el objetivo de afectar sus relaciones comerciales y sabotear las negociaciones comerciales.
JTIG también llevó a cabo operaciones cibernéticas como parte de una misión más amplia del GCHQ para evitar que Argentina tomara el control de las Islas Malvinas. El alcance de las tácticas digitales utilizadas en esta operación aún no está claro.

## Métodos y técnicas
Las campañas lideradas por JTRIG se dividen en dos grandes categorías: ciberataques y propaganda. Los esfuerzos de propaganda (llamados Acción encubierta en línea) utilizan mensajes masivos y la promoción de historias en las plataformas sociales Twitter,  Flickr, Facebook y YouTube. JTRIG también utilizó operaciones de “bandera falsa” contra ciertos objetivos. Asimismo, alteró fotografías en las redes sociales y envió correos electrónicos y mensajes de texto que contenían “información turbia” a compañeros de trabajo y vecinos de las personas objetivo.
Un informe de 2011 sobre las actividades y operaciones del JTRIG proporciona un inventario de los métodos y técnicas que se utilizaron en la realización de las operaciones de "Efectos":
“
- Subir vídeos a los servidores de YouTube que contengan comunicaciones “persuasivas” (para desacreditar, despertar desconfianza, disuadir, prevenir, retrasar o perturbar).
- Establecer grupos de Facebook, foros, blogs y cuentas de Twitter que alienten y monitoreen discusiones sobre un tema (para desacreditar, crear desconfianza, disuadir, prevenir, retrasar o perturbar).
- Crear perfiles en línea con apodo y personalidad, que apoyen lo común

Comunicaciones y mensajes publicados en vídeos de YouTube, grupos de Facebook, foros, blogs, etc.
- Cree perfiles en línea con apodo y personalidad, que admitan los perfiles anteriores.
- Enviar correos electrónicos y mensajes SMS falsos provenientes de una identidad falsa o imitando a una persona real (para desacreditar, despertar desconfianza, disuadir, prevenir o perturbar).
- Subir recursos falsos como revistas o libros que contengan información inexacta (para perturbar, retrasar, engañar, desacreditar, despertar desconfianza, disuadir, prevenir o denigrar/degradar).
- Subir material sin censura en línea (para perturbar).
- Enviar mensajes instantáneos a personas específicas, dándoles instrucciones sobre cómo acceder a sitios web sin censura.
- Establecer sitios de comerciantes falsos (o vendedores falsos) que cobran dinero de un cliente sin entregar nada, o que entregan productos falsos o dañados al cliente (para bloquear, perturbar, degradar/denigrar, retrasar, engañar, desacreditar, disuadir o impedir ).
- Interrumpir (por ejemplo, filtrando, borrando, creando o modificando) las comunicaciones entre clientes y comerciantes reales (para bloquear, interrumpir, retrasar, engañar, disuadir o prevenir).
- Tomar el control de los sitios web (para bloquear, interrumpir, desacreditar o retrasar).
- Bloquear servicios telefónicos e informáticos (para prevenir, retrasar o interrumpir).
- Alojar los sitios y las comunicaciones en línea de un objetivo para la recopilación de datos de SIGINT (para interrumpir, retrasar, disuadir o prevenir).
- Póngase en contacto con los sitios web de alojamiento para pedirles que eliminen material (para bloquear, interrumpir, retrasar, disuadir o prevenir). »

Otro ejemplo de la técnica empleada es el virus denominado 'Recepción de embajadores', utilizado por el GCHQ en una "variedad de áreas" y descrito en documentos como "muy eficaz". Una vez recibido por los adversarios objetivo, el virus puede "cifrarse a sí mismo, destruir todos los correos electrónicos, cifrar todos los archivos y hacer que la pantalla tiemble". La información obtenida por el GCHQ también se utiliza para "operaciones técnicas de acceso cercano", en las que agentes de inteligencia observan físicamente a las personas objetivo, a veces en persona en hoteles. También se pueden interceptar llamadas telefónicas y intervenir los ordenadores de los hoteles. Una frase de los documentos revelados pregunta: "¿Podemos influir en su elección de hotel?" ¿Podemos cancelar su estancia? »
Los documentos también revelaron el uso de “atrapamiento con miel” por parte de agentes de inteligencia británicos. En una emboscada típica de JTRIG, se atrae a un individuo objetivo, a menudo utilizando un señuelo sexual, para "ir a algún lugar de Internet o a una dirección física" para encontrarse allí con una "cara familiar", siendo el objetivo desacreditarlos a ambos. Este tipo de emboscada se describe en los documentos como “muy eficaz cuando funciona”. Las revelaciones también expusieron la técnica de "recolección de credenciales", en la que se podría utilizar a periodistas para difundir información e identificar a periodistas no británicos que, una vez manipulados, podrían transmitir la información al objetivo previsto de una campaña encubierta, y tal vez proporcionarla. acceso a ese objetivo durante una entrevista. No está claro si los periodistas se habrían dado cuenta de que habían sido manipulados.

## Revelación de las actividades de la unidad
Los documentos revelados por Edward Snowden fueron publicados el 17 de noviembre de 2013 por Der Spiegel. Luego por The Intercept y NBC en febrero de 2014.